# Piet Emmer
Pour les articles homonymes, voir Emmer.
Pieter Cornelis (Piet) Emmer (né le 17 octobre 1944 à Haarlem) est un historien néerlandais et professeur émérite d'histoire. Il est considéré comme un spécialiste de l'esclavage et de l'immigration.

## Biographie

### Carrière
Emmer obtient son doctorat en 1974 avec une thèse intitulée Engeland, Nederland, Afrika en de slavenhandel in de negentiende eeuw (français : L'Angleterre, les Pays-Bas, l'Afrique et la traite des esclaves au XIXe siècle). En 1991, il devient professeur à l'université de Leyde avec la mission de l'expansion européenne et de la migration. Son livre le plus célèbre est The Dutch Slave Trade 1500-1850. En 2009, il prend sa retraite.

### Traite hollandaise des esclaves
Dans le débat publique sur la traite hollandaise des esclaves, Emmer prend du recul. Dans ses publications, il insiste sur le rôle que les habitants du continent africain ont eu dans la traite négrière transatlantique. Emmer est également nuancé quant à la rentabilité de la traite des esclaves néerlandais ; par exemple, il a calculé que la traite des esclaves néerlandais ne représentait que 0,005 % du revenu national et cite que de nombreux esclaves achetés en Afrique sont morts au cours de leur voyage vers le Nouveau Monde, et que, de plus, la traite hollandaise des esclaves était la seule à avoir cessé d'exister pour des raisons économiques,.
En 2013, il déclare dans un article du journal Trouw que les esclaves ne s'en sortaient pas toujours aussi mal que ce que suggéraient les abolitionnistes à l'époque. Les propriétaires d'esclaves (par exemple, les directeurs de plantation et les surveillants) étaient réticents à recourir aux châtiments corporels et au viol parce qu'ils ne voulaient pas risquer un conflit avec les esclaves compte tenu des conséquences possibles.
Les recherches d'Emmer sur le passé de l'esclavage néerlandais rencontrent de temps en temps des résistances. Son livre sur l'histoire de l'esclavage a été accueilli de manière critique par, entre autres, la Plate-forme nationale pour l'esclavage passé. L'une des objections était qu'Emmer estime la part de la République néerlandaise dans la traite transatlantique des esclaves à 5 %. Sa déclaration selon laquelle l'aide au développement est incompatible avec le développement a également fait sensation.